# Agroturisme
En Agroturisme drives på gårde der udover produktion af landbrugsprodukter også har et antal ferielejligheder, hvor turisten er gæst på en gård.

## Bondegården i Italien
I Italien er landbrugsvirksomheders udøvelse af agriturisme kun tilladt i overensstemmelse med specifikke regler, der regulerer forbindelsen til "landbrugsaktivitet" og betegnelsen "agriturisme". I henhold til Civil Code (art. 2135) betragtes en agriturismo som landbrugsaktivitet.
Udtrykket "agriturismo" blev opfundet i midten af tresserne.
Efter en periode med kulturel og politisk forfremmelse trådte agriturismen ind i italiensk lovgivning for første gang på lokalt niveau i 1973 (i den autonome provins Trento); den første omtale af agriturismo (agrotourism accommodation) i en statslov går tilbage til rammeloven fra 1983 om turisme (lov 17. maj 1983, nr. 217). Den første rammelov for området agriturismo blev vedtaget to år senere (lov 5. december 1985, nr. 730).
 Der er for få eller ingen kildehenvisninger i denne artikel, hvilket er et problem. Du kan hjælpe ved at angive troværdige kilder til de påstande, som fremføres i artiklen.